# Terry Serpico
Terry M. Serpico (Lawton (Oklahoma), 27 juni 1964) is een Amerikaans stuntman en acteur.

## Biografie
Sepico werd geboren op legerbasis Fort Sill, in Lawton (Oklahoma) als jongste van drie kinderen. Na de high school begon hij met studeren aan de Boston University in Boston, om dan over te stapen naar State University of New York in Purchase (New York) (Westchester County) waar hij in 1989 afstudeerde.
Serpico begon in 1997 zijn carrière als stuntman in de televisieserie Homicide: Life on the Street. Hierna heeft hij meer stuntwerk gedaan in films zoals Daredevil (2003), Alfie (2004) en The Bourne Ultimatum (2007). Voor zijn stuntwerk in de film The Bourne Ultimatum heeft hij samen met de stuntcast in 2008 een Screen Actors Guild Award gewonnen.
Serpico begon in 1997 met acteren in de film Cyber Vengeance. Hierna heeft hij nog meerdere rollen gespeeld in films en televisieseries zoals Donnie Brasco (1997), Cop Land (1997), Frequency (2000), Hannibal (2001), The Interpreter (2005), Find Me Guilty (2006), Michael Clayton (2007), Rescue Me (2005-2010) en Army Wives (2007-2012).

## Filmografie

### Films
Uitgezonderd korte films.
- 2021 Birdie - als Andy Flannagan
- 2021 Faceless - als dr. Klein
- 2020 I Still Believe - als Mark
- 2019 Mine 9 - als Zeke
- 2018 Nappily Ever After - als Bill
- 2017 The Adventures of Hooligan Squad in World War III - als Hugo
- 2017 The Two Worlds of William March - als sergeant Dunning
- 2016 The Purge: Election Year - als Earl Danzinger
- 2016 The 5th Wave - als Hutchfield
- 2015 The Ivy League Farmer - als Anders Gilbert
- 2012 Premium Rush - als politieman in het park
- 2012 Man on a Ledge – als Lutz
- 2010 Angel Camouflaged – als mr. Belial
- 2009 The Men Who Stare at Goats – als Krom, chauffeur van Phil
- 2008 Righteous Kill – als Jon Van Luytens
- 2008 The New Twenty – als Louie Kennick
- 2007 Michael Clayton – als mr. Iker
- 2006 The Departed – als rechercheur
- 2006 The Path to 9/11 – als Pulaski
- 2006 Find Me Guilty – als Michael Kerry
- 2005 The Interpreter – als FBI agent Lewis
- 2004 Company K – als sergeant James Dunning
- 2001 Laguna – als Terenzio Aprea
- 2001 Amy & Isabelle – als Jake Cunningham
- 2001 Hannibal – als officier Bolton
- 2000 Frequency – als werknemer van Con Ed
- 2000 Homicide: The Movie – als Karl Miller
- 1999 Bringing Out the Dead – als politieagent
- 1999 Random Hearts – als bewijs technicus
- 1999 Earthly Possessions – als aanwezige bij pompstation
- 1997 The Peacemaker – als scherpschutter
- 1997 Cop Land – als Tony
- 1997 Donnie Brasco – als eigenaar stripclub
- 1997 Cyber Vengeance – als Montgomery Valentine

### Televisieseries
Uitgezonderd eenmalige gastrollen.
- 2024 Power Book II: Ghost - als Doug Howe - 4 afl.
- 2022 - 2025 Law & Order: Special Victims Unit - als chief Tommy McGrath - 17 afl.
- 2021 - 2024 Hightown - als majoor Markson - 4 afl.
- 2023 - 2024 Law & Order: Organized Crime - als chief Tommy McGrath - 2 afl.
- 2021 - 2022 Cobra Kai - als kapitein Turner - 3 afl.
- 2020 - 2022 The Flight Attendant - als Bill Briscoe - 7 afl.
- 2020 Homeland - als generaal Owens - 3 afl.
- 2019 Yellowstone - als Teal Beck - 6 afl.
- 2015 - 2019 The Inspectors - als Mitch Ohlmeyer - 89 afl.
- 2017 Designated Survivor - als Patrick Lloyd - 7 afl.
- 2017 Star Trek: Discovery - als Brett Anderson - 2 afl.
- 2017 Sneaky Pete - als Hopper - 3 afl.
- 2014 Drop Dead Diva - als Max Tolin - 2 afl.
- 2013 - 2014 The Carrie Diaries - als mr. Kydd - 4 afl.
- 2007 – 2013 Army Wives – al Frank Sherwood – 105 afl.
- 2012 - 2013 Person of Interest - als Byron - 2 afl.
- 2005 – 2010 Rescue Me – als neef Eddie – 13 afl.
- 2004 Line of Fire – als Clyde Bowen – 2 afl.
- 2001 – 2002 100 Centre Street – als ? – 9 afl.

### Stuntwerk
- 2007 The Bourne Ultimatum – film
- 2006 My Super Ex-Girlfriend – film
- 2006 The Sentinel – film
- 2005 Stay – film
- 2004 Alfie – film
- 2004 Ladder 49 – film
- 2004 New York Minute – film
- 2003 Daredevil – film
- 1998 The Imposters – film
- 1997 Homicide: Life on the Street – televisieserie – 1 afl.

- International Standard Name Identifier: 0000 0000 7126 5461
- Library of Congress Control Number: no2009140210
- Virtual International Authority File: 100755009
- WorldCat: E39PBJB8q9jqxGqCKq6Bcphyh3